# 夏は秘密がいっぱい!
『夏は秘密がいっぱい!』（なつはひみつがいっぱい!）は、1994年7月25日から1994年9月2日までTBS「花王 愛の劇場」枠で放送された昼のテレビドラマである。毎週月曜日 - 金曜日13:00 - 13:30放送。全30回。
主演の姉弟役を演じた尾羽智加子・植木悠太の二人は、前年同時期（1993年7月 - 8月）に放送された『子子家庭は危機一髪』でも主演の姉弟役であった。

## あらすじ
中学3年生の主人公・勇子と、その親友の良美と、弟の優たちで結成した少年探偵団と、探偵を始めた勇子の母・偵子が、事件を解決していく。

## キャスト
- 柏原勇子 - 尾羽智加子
- 柏原優 - 植木悠太
- 前島良美 - 富所由佳
- 青木一郎 - 多賀啓史
- 林田剛太 - 寺川譲治
- 金子 - 水谷あつし
- 柏原好一 - 小倉一郎
- 柏原偵子 - 清水由貴子
- 星野真理
- 網浜直子
- 飯島直子
- 八代亜紀
- 長谷川真弓
- 小西美保
- 安室満樹子
- 稲村友紀
- 佐藤恵利
- 三谷侑未
- 星村有紀
- 土井雅代
- 平映子
- 有田麻里
- 村上理子
- 駒塚由衣
- 田辺香織
- 管恵理子
- 田辺絢美
- 清水頭あき
- 吉井丈絵
- 彩木優花
- 春井ユカ
- 米山しおり
- 速水亮
- 平泉成
- 森川正太
- 鳥居紀彦
- 赤沢大介
- 石立鉄男
- 加藤純平

## スタッフ
- 脚本 - 尾西兼一
- 音楽 - 坂田晃一
- 演出 - 藤本一彦、池添博
- 製作 - オフィス・ヘンミ、TBS

## 主題歌
- 「情熱」

作詞：伊藤銀次／作曲：井出泰彰・MarkFlsher／唄：井出泰彰（Ki/oon Sony Records）